# Krouchari (obchtina)
Krouchari (bulgare : Крушари) est une obchtina de l'oblast de Dobritch en Bulgarie.